# Severino Minelli
Severino Minelli (ur. 6 września 1909 w Küsnacht, zm. 23 września 1994) – szwajcarski piłkarz grający na pozycji obrońcy. W swojej karierze rozegrał 80 meczów w reprezentacji Szwajcarii.

## Kariera klubowa
Karierę piłkarską Minelli rozpoczynał w klubie Servette FC. W 1927 roku zadebiutował w nim w pierwszej lidze szwajcarskiej. W 1928 roku zdobył z Servette Puchar Szwajcarii, a w 1930 roku wywalczył mistrzostwo Szwajcarii.
W 1930 roku Minelli odszedł do Grasshoppers Zurych. Występował w nim do 1943 roku. Wraz z Grasshoppers pięciokrotnie wywalczył tytuł mistrza kraju w latach 1931, 1937, 1939, 1942 i 1943. Zdobył też osiem Pucharów Szwajcarii w latach 1932, 1934, 1937, 1938, 1940, 1941, 1942 i 1943.
W 1943 roku Minelli zmienił klub i został zawodnikiem FC Zürich. Grał w nim do końca swojej kariery, czyli do 1946 roku.

## Kariera reprezentacyjna
W reprezentacji Szwajcarii Minelli zadebiutował 15 czerwca 1930 roku w przegranym 0:1 towarzyskim meczu ze Szwecją, rozegranym w Sztokholmie. W 1934 roku został powołany do kadry na mistrzostwa świata we Włoszech. Tam jako kapitan Szwajcarii wystąpił we dwóch meczach: w 1/8 finału z Holandią (3:2) i ćwierćfinale z Czechosłowacją (2:3).
Z kolei w 1938 roku Minelli zagrał w dwóch meczach mistrzostw świata we Francji: oba w 1/8 finału z Niemcami (1:1, 4:2). Od 1930 do 1943 roku rozegrał w kadrze narodowej 80 meczów.

## Kariera trenerska
Po zakończeniu kariery piłkarskiej Minelli został trenerem. W latach 1943–1946 prowadził FC Zürich, a w latach 1949-1950 był selekcjonerem reprezentacji Szwajcarii.